# South Australia
South Australia [ˌsæɔθ əˈstræɪliə] (deutsch: Südaustralien, Abkürzung: SA) ist ein australischer Bundesstaat mit der Hauptstadt Adelaide.

## Geographie
Der Bundesstaat South Australia reicht von der Südküste des australischen Kontinents an der Großen Australischen Bucht bis ins Große Artesische Becken und zu den Musgrave Ranges (bis zu 1440 m hoch) im Zentrum der Kontinentalmasse; die Landesfläche beträgt 984.321 km². Die trockenen, an das Northern Territory und Western Australia angrenzenden Landesteile gehören den Ureinwohnern, den Aborigines.
Das zu South Australia gehörende Kangaroo Island ist die drittgrößte Insel Australiens.

## Städte in South Australia
Als Urban Centres (Bevölkerungszentren) definiert das Australian Bureau of Statistics Siedlungsräume mit mehr als 1.000 Einwohnern.
| Rang | Stadt / Zentrum      | Einwohner | Gebiet          |
| ---- | -------------------- | --------- | --------------- |
| 1.   | Adelaide             | 1.103.979 | Adelaide Plains |
| 2.   | Mount Gambier        | 25.199    | Limestone Coast |
| 3.   | Gawler               | 23.957    | Adelaide Plains |
| 4.   | Whyalla              | 21.736    | Eyre Peninsula  |
| 5.   | Murray Bridge        | 15.967    | Murraylands     |
| 6.   | Stirling-Bridgewater | 14.617    | Adelaide Hills  |
| 7.   | Mount Barker         | 14.452    | Adelaide Hills  |
| 8.   | Port Lincoln         | 14.088    | Eyre Peninsula  |
| 9.   | Port Pirie           | 13.819    | Mid North       |
| 10.  | Port Augusta         | 13.504    | Eyre Peninsula  |

## Verwaltungsgliederung
South Australia gliedert sich in 68 lokale Verwaltungsgebiete (Local Government Areas (LGAs)), davon 19 in der Hauptstadt Adelaide. Diese vereinigen 99,8 Prozent der Bevölkerung des Bundesstaates auf sich, aber nur 40,2 Prozent seiner Fläche. Die verbleibenden fast 60 Prozent gehören zu keiner LGA, sondern zur Outback Communities Authority (früher Outback Areas Community Development Trust).

## Regionen
Insgesamt wird der viertgrößte Bundesstaat von Australien in acht Hauptregionen gegliedert, bei denen es sich um Adelaide, Umgebung Adelaide, Kangaroo Island, Limestone Coast, Yorke Peninsula, Murray River, Flinders Ranges & Outback sowie Eyre Peninsula & Nullarbor handelt. Die einzelnen Regionen setzen sich aus weiteren untergeordneten Gebieten zusammen. Adelaide ist die Hauptstadt von South Australia und mit etwa 1,3 Millionen Einwohnern die fünftgrößte Stadt des Kontinents. Die Umgebung von Adelaide besteht aus den Unterregionen Adelaide Hills, Barossa Valley, Clare Valley und Fleurieu Peninsula. Diese sind für ein mediterranes Klima und zahlreiche Weingüter bekannt. Im Süden befindet sich Kangaroo Island, eines der am häufigsten besuchten Ziele des Bundesstaates. Prägend für den als Limestone Coast bezeichneten Küstenabschnitt im Südosten von South Australia sind der für den Tourismus wertvolle Ort Mount Gambier mit dem Blue Lake, Tropfsteinhöhlen, Strände und Naturschutzgebiete. Die Region Yorke Peninsula charakterisiert sich durch Strände, Surfplätze, Agrarflächen, den Innes National Park und vereinzelte Siedlungen.
Ein Teil des 2375 Kilometer langen Murray River fließt durch South Australia. Die sich um den bei Adelaide mündenden Fluss erstreckende Region wird von Wassersportlern genutzt und verfügt über Weinanbaugebiete. Im Kontrast zu den landwirtschaftlich genutzten Arealen im Süden stehen die trockenen Ebenen im Westen und Norden, welche durch die agronomische Trockengrenze der Goyder’s Line getrennt werden. Im Norden der Umgebung von Adelaide beginnen die Ausläufer der Flinders Ranges und die Region Flinders Ranges & Outback. Dieses Gebiet zeichnet sich durch Wüsten, Gebirgszüge und Salzseen aus. Beispiele für die wichtigsten Sehenswürdigkeiten sind Coober Pedy, Lake Eyre und Flinders Ranges National Park. Der Südwesten wird von der Region Eyre Peninsula & Nullarbor gebildet. Bei der Eyre Peninsula handelt es sich um eine große Halbinsel, die im Westen in die teils baumlose Nullarbor Plain übergeht. Zu den Höhepunkten gehören Seelöwenkolonien, die Gawler Ranges, die Große Australische Bucht und der durch die Karst-Wüste verlaufende Eyre Highway.

## Klima
Südaustralien liegt im Sommer im subtropischen Hochdruckgürtel und bleibt bis auf einige Hitzegewitter weitgehend niederschlagsfrei. Hier gibt es meist hohe Temperaturen (tagsüber um 30 °C), ähnlich wie am Mittelmeer. Kühlere Meeresströme wie der Westaustralstrom und die Westwinddrift lassen die Wassertemperaturen auch im Sommer kaum über 20 °C steigen und bringen im Winter Regen. Dafür bleibt es auch dann mild (um 10 °C).

## Bevölkerung
South Australia wurde 1836 als einzige australische Kolonie ohne Strafgefangene gegründet. Stattdessen zog sie freie Siedler an, insbesondere aus Großbritannien und Deutschland. Im 19. Jahrhundert wuchs die Bevölkerung durch Landwirtschaft und Bergbau. Nach dem Zweiten Weltkrieg erlebte der Bundesstaat eine neue Welle der Einwanderung, vor allem aus Südeuropa, was die kulturelle Vielfalt weiter erhöhte.
Im September 2024 lebten etwa 1,88 Millionen Menschen in South Australia. Die Bevölkerung wuchs im Jahr bis September 2024 um 1,2 %. Bis 2051 wird ein Anstieg auf 2,33 bis 2,53 Millionen Einwohner prognostiziert.
Die Bevölkerung South Australias weist eine im Vergleich zu anderen Bundesstaaten Australiens leicht überdurchschnittliche Alterung auf. Das Medianalter liegt bei etwa 41 Jahren (Stand 2021), was vor allem auf den hohen Anteil älterer Menschen im ländlichen Raum sowie auf geringe Zuwanderungsraten junger Menschen aus dem Ausland zurückzuführen ist. Die durchschnittliche Haushaltsgröße beträgt 2,4 Personen, was auf den hohen Anteil von Einpersonenhaushalten – insbesondere unter Senioren – hinweist. Trotz einer vergleichsweise stabilen Geburtenrate ist der demografische Wandel in der Altersstruktur deutlich spürbar.
| Jahr | Einwohner |
| ---- | --------- |
| 1841 | 17.366    |
| 1860 | 117.967   |
| 1901 | 362.604   |
| 1933 | 580.949   |
| 1963 | 1.000.000 |
| 2000 | 1.500.000 |

| Jahr | Einwohner |
| ---- | --------- |
| 2021 | 1.806.599 |
| 2024 | 1.880.000 |

Ein Großteil der Bevölkerung lebt im städtischen Raum, allen voran in der Metropolregion Adelaide, die rund 1,4 Millionen Einwohner zählt – das entspricht etwa 79 % der Gesamtbevölkerung des Bundesstaates. Die starke Zentralisierung führt zu Herausforderungen für die Infrastruktur in Adelaide und gleichzeitig zu einer Entvölkerung und Überalterung ländlicher Regionen.
South Australia ist trotz seiner Größe und relativen Abgeschiedenheit kulturell vielfältig. Etwa 430.000 Menschen sind im Ausland geboren, was rund ein Viertel der Bevölkerung entspricht. Die Einwanderung stammt aus über 214 Ländern, wobei neben Großbritannien zunehmend Menschen aus Indien, China, Afghanistan, Vietnam und Nepal das kulturelle Mosaik prägen. Diese Vielfalt spiegelt sich auch sprachlich wider: In South Australia werden 248 verschiedene Sprachen gesprochen, darunter Arabisch, Mandarin, Griechisch und Italienisch. Auch religiös ist der Bundesstaat pluralistisch: Menschen aus über 128 Glaubensgemeinschaften leben hier. Die größte einzelne Gruppe bleibt das Christentum, während auch der Anteil nichtreligiöser Menschen kontinuierlich wächst.

## Wirtschaft
Hauptsiedlungs- und Wirtschaftsgebiet ist der fruchtbare Südosten des Staates mit Anbau von Weizen, Obst, Gemüse und Wein (begründet von deutschen Siedlern).
Die bekannten südaustralischen Weine werden seit über 100 Jahren im Barossa Valley entlang des Murray River angebaut; Schwerpunkt des Obstanbaus ist die Region Riverland. Wichtig ist auch die Schafhaltung zur Wollgewinnung. Es gibt Eisenerz-, Kohle- und Erdgasvorkommen, die genutzt werden. Die verarbeitende Industrie ist um Adelaide konzentriert. Die Haupthäfen sind Port Adelaide und Whyalla, Flughafen ist der Adelaide Airport (ADL). Die Einwohnerzahl ist mit ca. 1,6 Millionen im Vergleich gering.

## Geschichte

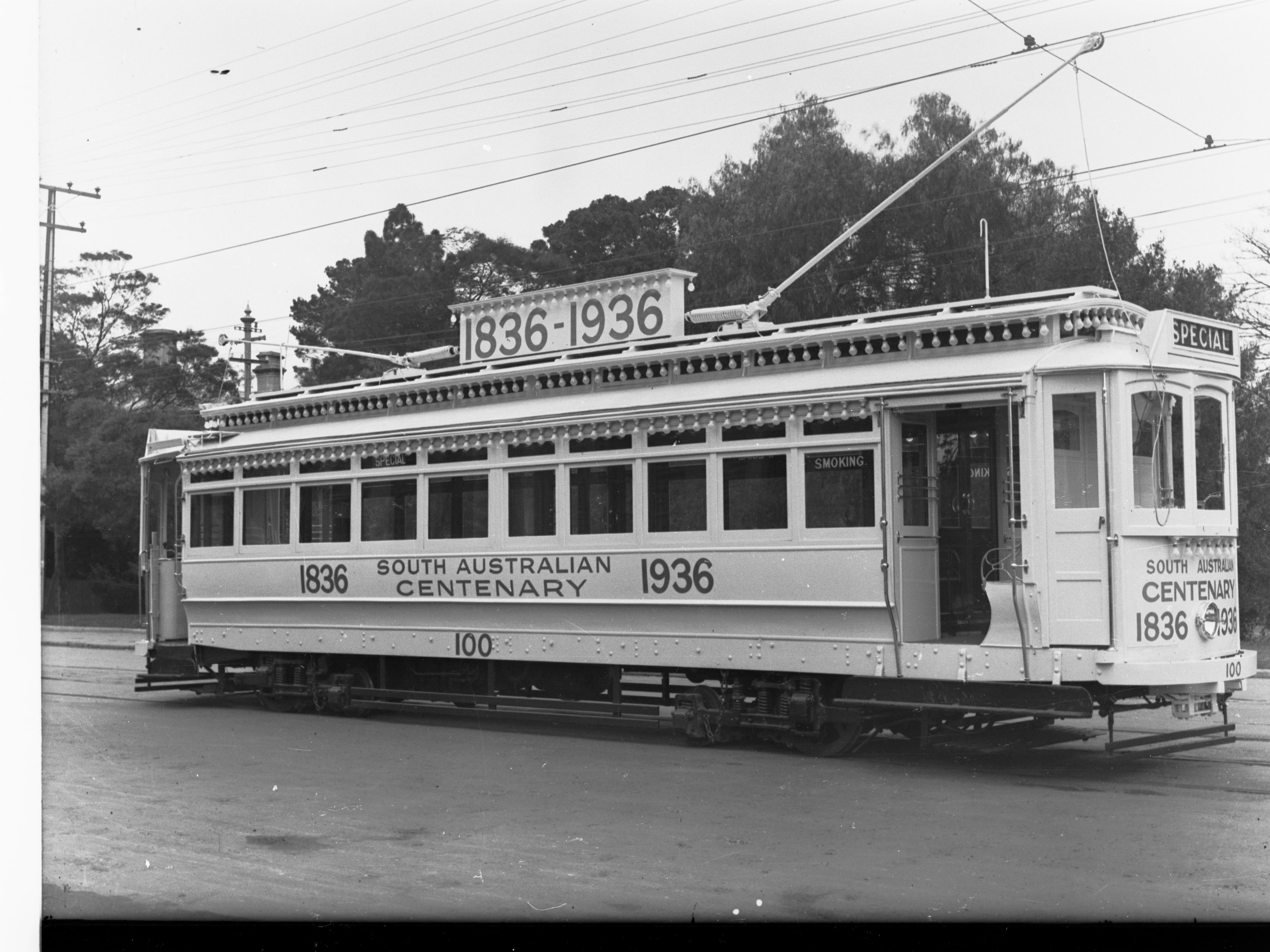
Für die Hundertjahrfeier (1836–1936) geschmückte Tram in Adelaide

Lange vor der Ankunft europäischer Siedler war das Gebiet des heutigen South Australia die Heimat zahlreicher First Nations, darunter die Kaurna, Ngarrindjeri, Adnyamathanha, Pitjantjatjara und viele mehr. Diese Völker lebten seit über 60.000 Jahren in enger Verbindung mit dem Land, verfügten über komplexe soziale Systeme, reiche Erzähltraditionen (Songlines) und mehr als 40 verschiedene Sprachen. Ihre Spiritualität war eng mit dem Konzept der „Dreaming“ verbunden, das Herkunft, Kosmos und Identität miteinander verknüpft. Bis heute pflegen viele Aboriginal Communities ihre Kultur trotz Kolonialgewalt, Landraub und Diskriminierung weiter.
Die erste europäische Sichtung der Küste South Australias erfolgte 1627 durch den niederländischen Kapitän François Thijssen. Er kartierte Teile der südlichen Küste, doch erst Matthew Flinders umsegelte 1802 den gesamten Kontinent und kartierte die Region gründlich. Seine Berichte weckten britisches Interesse. In den 1830er-Jahren setzte sich ein reformorientiertes Modell durch: South Australia sollte eine „freie Kolonie“ sein – ohne Sträflinge, mit gerechter Landverteilung und geordneter Besiedlung. 1834 verabschiedete das britische Parlament den South Australia Act, der die Kolonie offiziell genehmigte.
Am 28. Dezember 1836 wurde South Australia offiziell gegründet. Die ersten Siedler erreichten die Küste bei Glenelg mit der „Buffalo“. Die Hauptstadt Adelaide wurde nach Queen Adelaide benannt und war Australiens erste geplante Stadt. Der Entwurf stammt von Colonel William Light: ein Gittermuster mit breiten Straßen, großen Parkanlagen und Trennung von Wohn- und Gewerbegebieten. Ziel war eine moderne, rationale Kolonie ohne die chaotischen Verhältnisse anderer britischer Siedlungen.
Im Laufe des 19. Jahrhunderts entwickelte sich South Australia wirtschaftlich rasant. Der fruchtbare Boden und ein geeignetes Klima ermöglichten rasch florierende Weizenanbaugebiete, wodurch die Region als „Kornkammer der Kolonien“ bekannt wurde. Ab den 1840er-Jahren wurden außerdem bedeutende Kupferlagerstätten bei Kapunda (1842) und Burra (1845) entdeckt. Diese Funde machten South Australia für Investoren attraktiv und sorgten für einen wahren Wirtschaftsschub. Gleichzeitig zog die Kolonie zahlreiche europäische Migranten an. Besonders viele deutsche Lutheraner wanderten ein, um religiöser Verfolgung zu entkommen. Sie ließen sich im Barossa Valley und in der Adelaide Hills-Region nieder, brachten fortschrittliche Landwirtschaftsmethoden mit und legten den Grundstein für eine bis heute florierende Weinindustrie.
South Australia war ein Zentrum fortschrittlicher politischer Ideen. 1856 wurde hier das geheime Wahlrecht eingeführt – eine Weltneuheit, die bald von anderen Kolonien übernommen wurde. Besonders revolutionär: 1894 erhielten Frauen in South Australia das aktive und passive Wahlrecht. Damit war die Kolonie weltweit Vorreiterin für Frauenrechte, noch vor Neuseeland und den meisten westlichen Ländern. Diese Reformen waren das Ergebnis einer starken bürgerlichen Zivilgesellschaft, religiöser Pluralität und gezielter Förderung demokratischer Prozesse durch lokale Politiker wie Charles Kingston und Catherine Helen Spence.
Im 20. Jahrhundert durchlief South Australia eine Phase tiefgreifender wirtschaftlicher und gesellschaftlicher Transformation. In Adelaide siedelten sich Großindustrien an, etwa General Motors Holden, was die Region zu einem Zentrum der australischen Autoindustrie machte. Nach dem Zweiten Weltkrieg kamen hunderttausende Migranten aus Südeuropa, vor allem aus Italien, Griechenland und Jugoslawien, über staatlich geförderte Programme nach South Australia. Gleichzeitig begannen verstärkte Diskussionen um die Rechte der Aboriginal Peoples. Erste Landrechtsforderungen, Anerkennung indigener Sprachen und Schritte zur Wiedergutmachung führten zu bedeutenden Fortschritten, auch wenn viele Herausforderungen weiterhin bestehen.
Heute ist South Australia bekannt für seinen Fokus auf erneuerbare Energien, kulturelle Vielfalt und das Engagement für Versöhnung mit First Nations. Projekte wie Solar- und Windparks bei Port Augusta, das Festival „Tarnanthi“ für zeitgenössische Aboriginal Art und die Arbeit der Kaurna Nation in Adelaide zeigen den Willen zur gemeinsamen Zukunft. Zugleich ist South Australia stolz auf seine Weinregionen (z. B. Barossa, Clare Valley, McLaren Vale), auf Events wie das Adelaide Festival und auf sein Engagement für eine lebenswerte, zukunftsorientierte Gesellschaft.

## Universitäten
- Flinders University, Adelaide
- University of Adelaide, Adelaide
- University of South Australia, Adelaide